# Forchbahn Be 4/6
De Forchbahn Be 4/6, ook wel Halbzüge (halve trein) genoemd, is een elektrisch treinstel bestemd voor het regionaal personenvervoer op het traject Zürich - Esslingen van de Zwitserse spoorwegonderneming Forchbahn.

## Geschiedenis
Het treinstel is een deel met één stuurstand die permanent met een deel met een stuurstand in de andere richting is gekoppeld. Hierbij is het mogelijk om het tweedelige treinstel met een deel uit te breiden tot een driedelig treinstel. Deze treinen werden ter vervanging van de BDe 4/4 11–14 (1959), 15–16 (1966) door de Forchbahn besteld bij Stadler Rail.

## Constructie en techniek
Het treinstel is opgebouwd uit een aluminiumframe met een frontdeel van GVK. Het treinstel heeft een "lagevloerdeel". De treinstellen zijn uitgerust met luchtvering.
Het treinstel bezit een cabine en wordt om die reden uitsluitend gebruikt in combinatie met een treinstel van hetzelfde type opgesteld in de tegenovergestelde richting. Er kan ook een treinstel tussen de twee gekoppelde stellen geplaatst worden. Deze treinstellen kunnen tot zes stellen gecombineerd rijden.

### Elektrische tractie
Het traject in het stadsgebied van de VBZ werd geëlektrificeerd met een spanning van 600 volt gelijkstroom en het traject van Zürich Rehalp naar Esslingen van de Forchbahn werd geëlektrificeerd met een spanning van 1200 volt gelijkstroom.

## Treindiensten
De treinen worden door de Forchbahn in gezet op het traject:
- Zürich - Esslingen

## Foto's

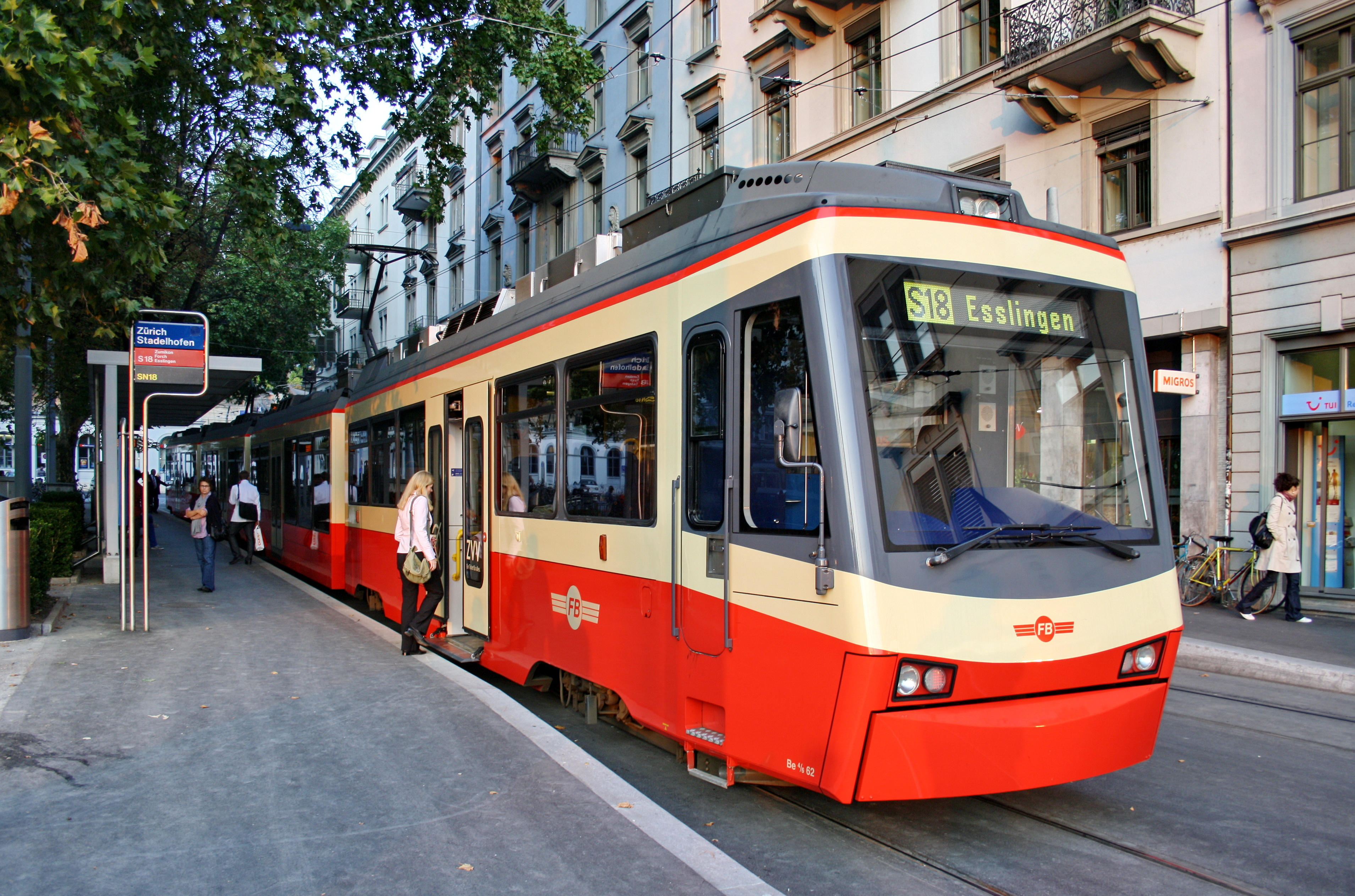
Be 4/6 op de Stadelhoferplatz in Zürich
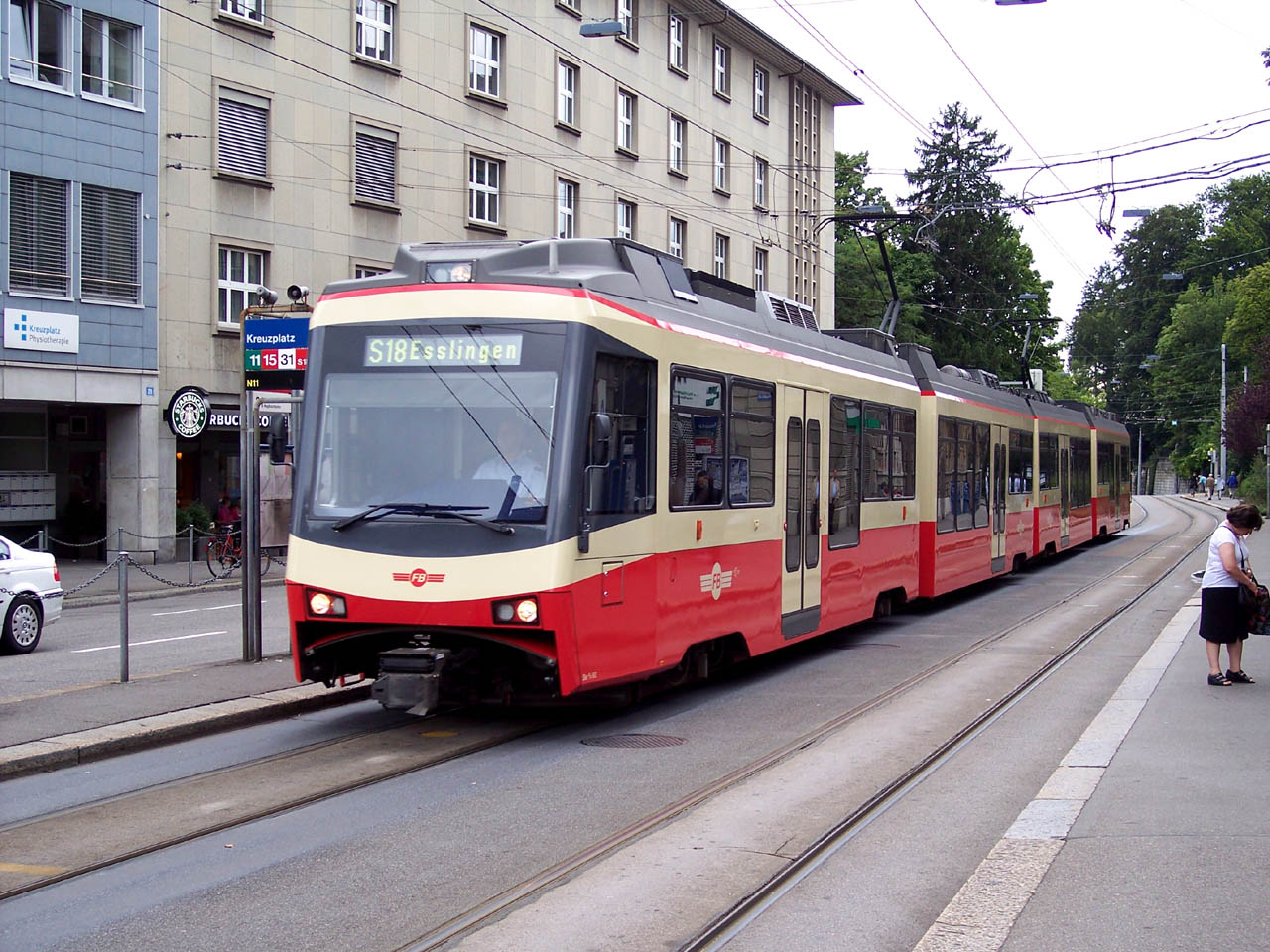
Be 4/6 op de Kreuzplatz in Zürich